# Trượt băng nằm sấp tại Thế vận hội Mùa đông 2018 - Nữ
Nội dung rượt băng nằm sấp của nữ tại Thế vận hội Mùa đông 2018 diễn ra vào ngày 16 và 17 tháng 2 tại Alpensia Sliding Centre gần Pyeongchang, Hàn Quốc.

## Kết quả
TR – Kỷ lục đường đua (in nghiêng là kỷ lục bị vượt qua). Người về nhất ở mỗi lượt được in đậm. Đối với lượt đua thứ hai và thứ tư, các vận động viên xuất phát theo thứ tự ngược với thứ tự trên bảng xếp hạng hiện tại.
| XH | STT | Tên                   | Quốc gia | Lượt 1   | Hạng 1 | Lượt 2 | Hạng 2 | Lượt 3 | Hạng 3 | Lượt 4   | Hạng 4 | Tổng    | Kém   |
| -- | --- | --------------------- | -------- | -------- | ------ | ------ | ------ | ------ | ------ | -------- | ------ | ------- | ----- |
| 1  | 14  | Lizzy Yarnold         | Anh Quốc | 51.66 TR | 1      | 52.30  | 9      | 51.86  | 2      | 51.46 TR | 1      | 3:27.28 | –     |
| 2  | 7   | Jacqueline Lölling    | Đức      | 51.74 TR | 2      | 52.12  | 4      | 52.04  | 7      | 51.83    | 3      | 3:27.73 | +0.45 |
| 3  | 10  | Laura Deas            | Anh Quốc | 52.00    | 6      | 52.03  | 2      | 51.96  | 5      | 51.91    | 5      | 3:27.90 | +0.62 |
| 4  | 9   | Janine Flock          | Áo       | 51.81    | 3      | 52.07  | 3      | 51.92  | 4      | 52.12    | 10     | 3:27.92 | +0.64 |
| 5  | 6   | Tina Hermann          | Đức      | 51.98 TR | 4      | 52.31  | 10     | 51.83  | 1      | 51.86    | 4      | 3:27.98 | +0.70 |
| 6  | 8   | Anna Fernstädt        | Đức      | 51.99    | 5      | 52.17  | 5      | 51.88  | 3      | 52.00    | 6      | 3:28.04 | +0.76 |
| 7  | 13  | Lelde Priedulēna      | Latvia   | 52.14    | 7      | 52.17  | 5      | 52.09  | 9      | 52.09    | 8      | 3:28.49 | +1.21 |
| 8  | 17  | Kimberley Bos         | Hà Lan   | 52.33    | 8      | 52.26  | 7      | 51.99  | 6      | 52.01    | 7      | 3:28.59 | +1.31 |
| 9  | 4   | Elisabeth Vathje      | Canada   | 52.45 TR | 12     | 52.01  | 1      | 52.37  | 14     | 51.82    | 2      | 3:28.65 | +1.37 |
| 10 | 5   | Jane Channell         | Canada   | 52.42 TR | 11     | 52.28  | 8      | 52.28  | 10     | 52.09    | 8      | 3:29.07 | +1.79 |
| 11 | 16  | Marina Gilardoni      | Thụy Sĩ  | 52.34    | 10     | 52.35  | 12     | 52.28  | 10     | 52.46    | 13     | 3:29.43 | +2.15 |
| 12 | 11  | Mirela Rahneva        | Canada   | 52.48    | 14     | 52.33  | 11     | 52.06  | 8      | 52.65    | 15     | 3:29.52 | +2.24 |
| 13 | 12  | Katie Uhlaender       | Hoa Kỳ   | 52.33    | 8      | 52.40  | 13     | 52.33  | 12     | 52.55    | 14     | 3:29.61 | +2.33 |
| 14 | 15  | Kim Meylemans         | Bỉ       | 52.56    | 16     | 52.54  | 14     | 52.34  | 13     | 52.26    | 11     | 3:29.70 | +2.42 |
| 15 | 2   | Jeong Sophia          | Hàn Quốc | 52.47 TR | 13     | 52.67  | 15     | 52.47  | 15     | 52.28    | 12     | 3:29.89 | +2.61 |
| 16 | 19  | Jaclyn Narracott      | Úc       | 52.53    | 15     | 52.76  | 16     | 52.62  | 17     | 52.82    | 17     | 3:30.73 | +3.45 |
| 17 | 18  | Kendall Wesenberg     | Hoa Kỳ   | 52.77    | 17     | 52.96  | 17     | 52.54  | 16     | 52.65    | 15     | 3:30.92 | +3.64 |
| 18 | 1   | Maria Marinela Mazilu | România  | 53.31    | 18     | 53.47  | 19     | 53.48  | 18     | 53.66    | 19     | 3:33.92 | +6.64 |
| 19 | 3   | Takako Oguchi         | Nhật Bản | 53.82    | 19     | 53.41  | 18     | 53.62  | 19     | 53.11    | 18     | 3:33.96 | +6.68 |
| 20 | 20  | Simidele Adeagbo      | Nigeria  | 54.19    | 20     | 54.58  | 20     | 53.73  | 20     | 54.28    | 20     | 3:36.78 | +9.50 |